# 21495 Feaga
21495 Feaga è un asteroide della fascia principale. Scoperto nel 1998, presenta un'orbita caratterizzata da un semiasse maggiore pari a 2,2689528 UA e da un'eccentricità di 0,1683504, inclinata di 8,87643° rispetto all'eclittica.